# Enos (chimpanse)
Enos eller Enos the chimp (død 4. november 1962) var en af de chimpanser NASA benyttede til testflyvning af de første "bemandede" rumfartøjer i USA.

## Mercury-Atlas 5
Enos blev udvalgt til mission MA-5 (22) 3 dage før opsendelsen. Han havde forinden fuldført 1.250 timers træning på University of Kentucky og på Holloman Air Force Base.
Mercury-Atlas 5 blev opsendt 29. november 1961 med Enos om bord. Han blev sendt af sted fra Cape Canaveral rampe 14 og fuldførte 2 kredsløb om Jorden.
Missionen varede 3 timer og 21 minutter, hvorefter Enos plaskede ned i sin kapsel tæt på Puerto Ricos kyst.
Enos kom uskadt tilbage til Jorden på trods af en lidt voldsom tur, hvor han var udsat for G-kraft på 7,6. Det var planlagt, at Enos skulle 3 gange rundt om Jorden, men i andet kredsløb steg temperaturen fra 18 °C til 26 °C og det planlagte tredje kredsløb blev aflyst.
Ved næste opsendelse i Mercury-programmet 20. februar 1962 blev John Glenn den første amerikaner i kredsløb rundt om Jorden.
Den 4. november 1962 døde Enos af dysenteri. Patologiske undersøgelser viste ingen symptomer, som kunne relateres til hans flyvetur i rummet.